# چکمه‌ها (فیلم)
چکمه‌ها (انگلیسی: Boots) یک فیلم به کارگردانی المر کلیفتون است که در سال ۱۹۱۹ منتشر شد.